# پادروند علیا
پادروند علیا، روستایی از توابع بخش سوری شهرستان رومشگان در استان لرستان ایران است.

## جمعیت
براساس سرشماری مرکز آمار ایران در سال ۱۳۸۵، جمعیت پادروند علیا ۶۴۵ نفر (۱۲۱خانوار) بوده‌است.